# Rialto Towers
Rialto Towers – zespół dwóch budynków biurowych leżący w centrum Melbourne w Australii. Niższa północna wieża ma 185 m wysokości i 43 kondygnacje. Wyższa wieża osiąga 251 m (63 kondygnacje nad ziemią i 3 podziemne) i jest najwyższym budynkiem biurowym w Australii i na całej półkuli południowej, mierząc do dachu (wyższa od Rialto Eureka Tower jest apartamentowcem). Na 55. piętrze (na wysokości 237 m) znajduje się taras widokowy.

## Linki zewnętrzne

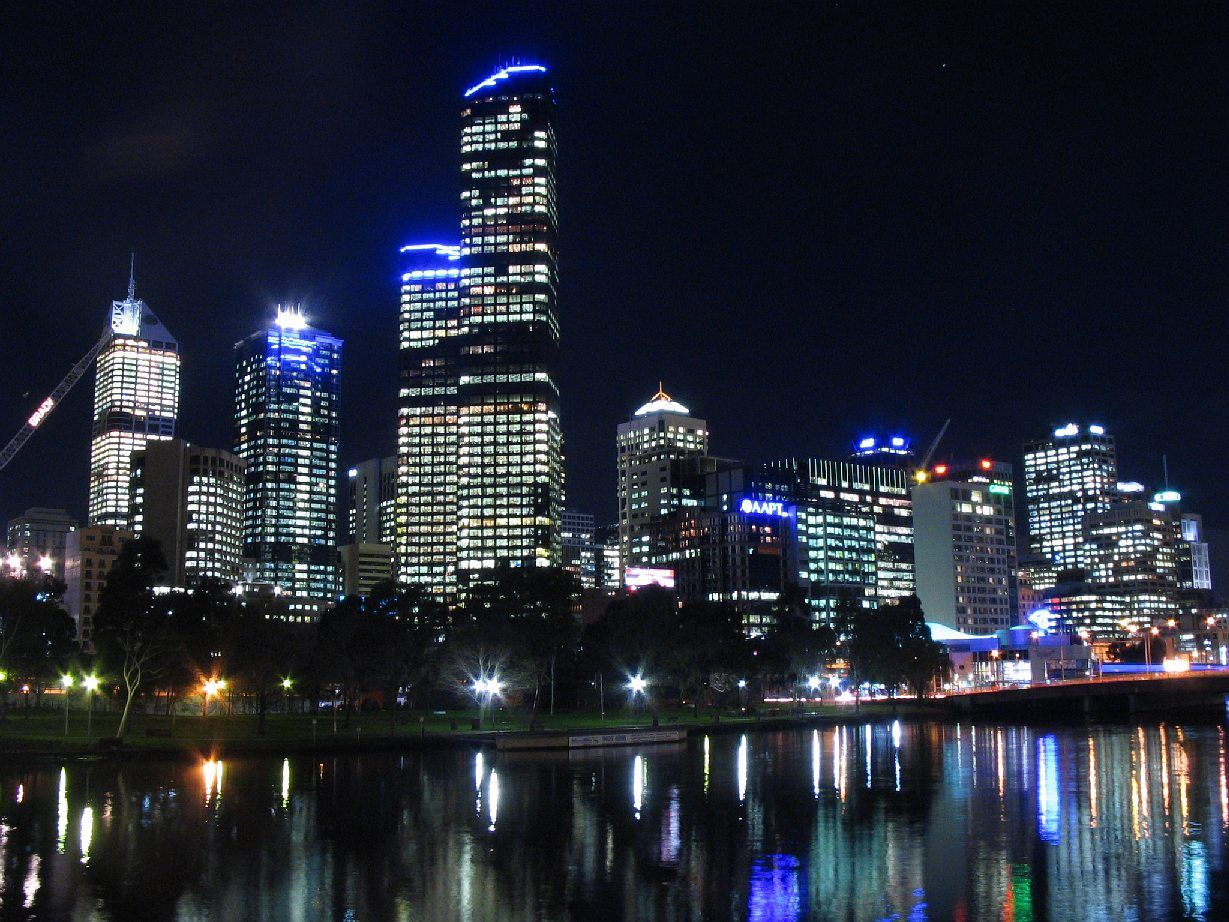
Widok na Rialto zza rzeki Yarra z mostu Spencer Street